# 698 př. n. l.
Rok 698 př. n. l. byl rokem předjuliánského římského kalendáře. V Římské říši byl znám jako rok 56 Ab urbe condita. Označení 698 př. n. l. pro tento rok se používá od raného středověku, kdy se letopočet Anno Domini stal v Evropě převládající metodou pro číslování let.

## Události

### Podle tématu

#### Průzkum, kolonizace
- Řecká kolonizace Středozemního moře v příštích dvou stoletích bude motivována především potřebou najít nové zdroje potravy s tím, jak se řecká populace rozrůstá. Neúrodná a kamenitá půda řeckého poloostrova je nedostačující k pokrytí potravinových potřeb lidí (přibližné datum).

## Úmrtí
- Čuzi I., vládce státu Čchin
- Vévoda Si ze Čchi, vládce státu Čchi